# Nastus reholttumianus
Nastus reholttumianus — вид рослин роду Nastus підродини бамбукові (Bambusoideae) родини тонконогові (Poaceae).

## Поширення
Поширений в Індонезії на Малих Зондських островах.